# Rosor varje kväll
Rosor varje kväll är en svensk svartvit komedifilm från 1939 i regi av Per-Axel Branner. I huvudrollerna ses Max Hansen och Siv Ericks.

## Handling
Birgit Johansson arbetar på Tändsticksfabriken i Jönköping. I en tändsticksask lägger hon sitt foto och adress för att kanske få en kavaljer. Asken hamnar till slut hos teatertrötte operettstjärnan Fritz.

## Om filmen
Filmen hade premiär den 13 oktober 1939 på biograf Grand i Stockholm. Den är i dagsläget försvunnen. Skådespelaren Siv Ericks gör här sin filmdebut.

## Rollista i urval
- Max Hansen – Fritz Werner
- Siv Ericks – Birgit Johansson
- Carl Barcklind – Johansson, Birgits far
- Anna Hammarén – fru Johansson
- Åke Ohberg – Friberg
- Hjördis Petterson – Clara
- Benkt-Åke Benktsson – direktör Wikström
- Tore Lindwall – Ragnar Ståhlberg
- Ivar Kåge – Hyltén
- Elsa Carlsson – fru Hyltén
- Margit Andelius – faster Elvira
- Ann Mari Uddenberg – Ulla